# Arthur Bloch (écrivain)
Pour les articles homonymes, voir Arthur Bloch et Bloch.
Arthur Bloch (né le 1er janvier 1948) est un écrivain américain, auteur de l'ouvrage Les Livres de la loi de Murphy. Il écrit également une satire d'auto-assistance appelée Se soigner avec des souhaits (Healing Yourself with Wishful Thinking).
Le titre complet du livre est La Loi de Murphy et les autres raisons pour lesquelles les choses tournent mal !  Sur la première de couverture du livre de l'édition originale (1977), le mot wrong (faux) est imprimé doublement à l'envers (horizontalement et verticalement). 

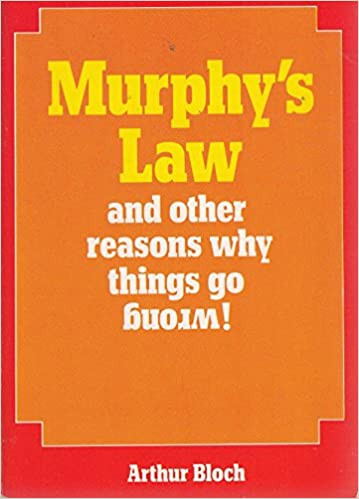
Murphy's Law
Arthur Bloch, 1977

C'est le premier des nombreux livres ayant pour thème la loi de Murphy.
Depuis 1986, il est producteur et réalisateur de la série télévisée Thinking Allowed PBS.